# Ceroma langi
Ceroma langi es una especie de arácnido  del orden Solifugae de la familia Ceromidae.

## Distribución geográfica
Se encuentra en el sur de África.